# Isataj Äbdykärymow
Isataj Äbdykärymuły Äbdykärymow (ros. Исатай Абдукаримович Абдукаримов, ur. 15 maja 1923 roku w Özgencie w dystrykcie Żangakorgan w obwodzie kyzyłordyńskim, zm. 7 kwietnia 2001 w Kyzyłordzie) – radziecki i kazachski polityk, przewodniczący Prezydium Rady Najwyższej Kazachskiej SRR w latach 1978–1979, Bohater Pracy Socjalistycznej (1971).

## Życiorys
Urodził się w rodzinie mułły. Miał wykształcenie średnie, w 1941 został wcielony do Armii Czerwonej, uczestniczył w wojnie ZSRR z Niemcami, walczył na Froncie Zachodnim, był ciężko ranny, w 1946 został zdemobilizowany. Od 1944 należał do WKP(b), 1946–1952 pracował w organach komsomolskich, związkowych i partyjnych w obwodzie kyzyłordyńskim, w 1953 został sekretarzem obwodowego komitetu wykonawczego w Kyzył-Ordzie. Następnie był sekretarzem i I sekretarzem rejonowego komitetu partyjnego, a 1972–1978 I sekretarzem Komitetu Obwodowego Komunistycznej Partii Kazachstanu w obwodzie kyzyłordyńskim. Od 20 grudnia 1978 do 14 grudnia 1979 był przewodniczącym Prezydium Rady Najwyższej Kazachskiej SRR, następnie 1979–1980 zastępcą przewodniczącego Prezydium Rady Najwyższej ZSRR. Od 1974 był deputowanym do Rady Najwyższej ZSRR 9 i 10 kadencji.

## Odznaczenia
- Medal „Sierp i Młot” Bohatera Pracy Socjalistycznej (8 kwietnia 1971)
- Order Lenina (dwukrotnie - 23 czerwca 1966 i 8 kwietnia 1971)
- Order Rewolucji Październikowej (19 grudnia 1973)
- Order Wojny Ojczyźnianej II klasy (11 marca 1985)
- Order „Znak Honoru” (29 marca 1958)

I medale.